# Vilhelm Andersson
Cletus Vilhelm „Wille“ Andersson (* 11. März 1891 in Stockholm; † 21. September 1933 ebenda) war ein schwedischer Schwimmer und Wasserballspieler.

## Karriere
Andersson war sowohl im nationalen als auch internationalen Bereich als Schwimmer und Wasserballspieler erfolgreich. Auf nationaler Ebene konnte er im Schwimmsport 24 schwedische Meisterschaften erringen. Seine erste olympische Teilnahme erfasste der Sportler 1908 bei den Spielen in London. Hier scheiterte er in den Wettbewerben über 400 m und 1500 m Freistil jeweils als Vierter seines Vorlaufes. Vier Jahre später erreichte er bei den Olympischen Spielen auf Heimterritorium in Stockholm das Halbfinale über 1500 m Freistil. Für die Disziplin 400 m Freistil war er ebenfalls gemeldet, trat aber nicht an. Mit der schwedischen Wasserballmannschaft wurde er Zweiter und errang somit seine erste olympische Medaille. Bei den nächsten Spielen im belgischen Antwerpen folgte 1920 eine weitere Medaille – dieses Mal die Bronzemedaille für den dritten Rang. 1924 nahm der Sportler ein viertes und letztes Mal an Olympischen Spielen teil. In Paris erreichte er den vierten Rang im Wasserball.
Neben dem Schwimmsport war er als Geschäftsmann in Stockholm und Göteborg tätig. 1921 wurde er zum Herausgeber der Sportzeitung Idrottsbladet benannt. Sein Bruder Cletus Andersson nahm 1924 mit ihm gemeinsam am Wasserballwettbewerb der Olympischen Spiele in Paris teil.